# Yens
Yens är en ort och kommun i distriktet Morges i kantonen Vaud, Schweiz. Kommunen har 1 498 invånare (2023).